# Episodi di Jessica Jones (prima stagione)
La prima stagione della serie televisiva Jessica Jones, composta da tredici episodi, è stata interamente pubblicata dal servizio on demand Netflix simultaneamente il 20 novembre 2015 in tutti i territori in cui Netflix è disponibile.
È stata trasmessa in chiaro dal 4 maggio 2020 su Rai 4.
La stagione è stata rimossa da Netflix il 1º marzo 2022 e pubblicata negli Stati Uniti il 16 marzo 2022 su Disney+, mentre in Italia è stata pubblicata il 29 giugno 2022.
Gli antagonisti principali della stagione sono Kevin Thompson/Killgrave e Will Simpson.
| n. | Titolo originale          | Titolo italiano            | Pubblicazione    |
| -- | ------------------------- | -------------------------- | ---------------- |
| 1  | AKA Ladies Night          | Le signore bevono gratis   | 20 novembre 2015 |
| 2  | AKA Crush Syndrome        | Sindrome da schiacciamento | 20 novembre 2015 |
| 3  | AKA It's Called Whiskey   | Si chiama whiskey          | 20 novembre 2015 |
| 4  | AKA 99 Friends            | 99 amici                   | 20 novembre 2015 |
| 5  | AKA The Sandwich Saved Me | Il panino mi ha salvata    | 20 novembre 2015 |
| 6  | AKA You're a Winner!      | Sei il nostro vincitore!   | 20 novembre 2015 |
| 7  | AKA Top Shelf Perverts    | Irrecuperabili             | 20 novembre 2015 |
| 8  | AKA WWJD?                 | Che cosa farebbe Jessica?  | 20 novembre 2015 |
| 9  | AKA Sin Bin               | Penalità                   | 20 novembre 2015 |
| 10 | AKA 1,000 Cuts            | Mille pugnalate            | 20 novembre 2015 |
| 11 | AKA I've Got the Blues    | Pillole blu                | 20 novembre 2015 |
| 12 | AKA Take a Bloody Number  | Prendi il numero           | 20 novembre 2015 |
| 13 | AKA Smile                 | Sorridi                    | 20 novembre 2015 |

## Le signore bevono gratis
- Titolo italiano proposto da Disney+: A.K.A. Serata tra signore
- Titolo originale: A.K.A. Ladies Night
- Diretto da: S. J. Clarkson
- Scritto da: Melissa Rosenberg

### Trama
Hell's Kitchen, New York. Jessica Jones è una cinica, trasandata, disorganizzata, impulsiva e alcolizzata investigatrice privata dotata di forza sovrumana e specializzata nel cogliere in flagrante coniugi fedifraghi; affetta da un violento disturbo post-traumatico da stress conseguente a una breve carriera da supereroina, la giovane donna tenta di ricostruire al meglio la propria vita tenendo le distanze da tutti e ricevendo sporadicamente incarichi dal potente avvocato Jeri Hogarth. Durante uno dei suoi appostamenti notturni Jessica fa la conoscenza di Luke Cage, un uomo dal passato misterioso, e una sera, dopo essersi fermata al suo bar fino all'orario di chiusura per interrogarlo, finisce a letto con lui, andandosene scioccata nel cuore della notte dopo aver visto la foto di una ragazza nell'armadio del suo bagno. Il giorno successivo una coppia del Nebraska, Bob e Barbara Shlottman, si presentano all'agenzia di Jessica, la Alias Investigations, assumendola affinché ritrovi loro figlia Hope, studentessa della New York University con una borsa di studio in atletica misteriosamente scomparsa da più di un mese; nel corso dell'indagine la ragazza capisce tuttavia che Hope è stata rapita dallo stesso uomo del quale anch'essa era stata vittima un anno prima: Killgrave, che riteneva essere morto. Terrorizzata, Jessica medita di lasciare la città ma, a seguito di un confronto con la sua migliore amica, la presentatrice radiofonica Trish Walker, decide invece di recarsi all'hotel in cui l'uomo era solito portare lei; trovata la ragazzina, la soccorre approfittando dell'assenza di Killgrave e la riconsegna ai suoi genitori. Riunita, la famiglia Shlottman si appresta a tornare a casa ma Hope, seguendo un'ultima direttiva mentale datale da Killgrave, uccide il padre e la madre di fronte a Jessica, che prende così la decisione di smettere di fuggire e fermare il responsabile del suo trauma una volta per tutte.
- Altri interpreti: Susie Abromeit (Pam), Robin Weigert (Wendy Ross-Hogarth), Ian Blackman (Bob Shlottman), Deborah Hedwall (Barbara Shlottman), Juri Henley-Cohn (Gregory Spheeris).
- Nota: la scena iniziale, in cui Jessica scaraventa un cliente fuori dalla vetrata della porta del suo ufficio ricordandogli "la questione della parcella", è una pastiche della prima tavola di Alias.[3]

## Sindrome da schiacciamento
- Titolo originale proposto da Disney+: A.K.A. Sindrome da schiacciamento
- Titolo originale: A.K.A. Crush Syndrome
- Diretto da: S. J. Clarkson
- Scritto da: Micah Schraft

### Trama
Hope viene arrestata con l'accusa di aver assassinato i suoi genitori; il detective Oscar Clemons interroga Jessica in qualità di testimone oculare e si appropria delle fotografie che essa aveva scattato a Luke, che dunque subisce una perquisizione nel suo locale da parte della polizia e scopre così che la ragazza lo stava spiando; per giustificarsi Jessica gli racconta la storia (in parte veritiera) che una delle sue molte amanti occasionali è sposata e di essere stata assunta dal marito per provare l'infedeltà della donna. Successivamente, investigando su come Killgrave possa essere sopravvissuto dopo che lei stessa lo ha visto venire investito da un autobus, Jessica rintraccia l'autista dell'ambulanza recatasi sul luogo dell'incidente scoprendo che, dopo aver risposto alla chiamata di quella sera, è sparito per tre settimane durante le quali ha subito l'asportazione di entrambi i reni con tali complicazioni da provocargli un ictus; continuando su tale pista l'investigatrice rintraccia il chirurgo David Kurata, il quale le rivela di aver eseguito tale operazione sotto l'influsso di Killgrave che, rimasto vittima della sindrome da schiacciamento necessitava un donatore per sopravvivere ma, stranamente, non ha voluto essere anestetizzato. Dopo aver sentito tale racconto, Jessica si rende conto che anestetici e sedativi potrebbero essere il punto debole di Killgrave, mentre Jeri Hogarth decide di accettare il caso di Hope. Nel frattempo l'amante di Luke rivela della sua tresca al marito che, furioso, si reca al bar dell'uomo con alcuni suoi amici per vendicarsi; Jessica, recatasi in soccorso di Luke, lo aiuta a sconfiggere il gruppo di uomini e, nel corso dello scontro, entrambi si accorgono che l'altro lotta con una forza molto superiore alla norma. La sera Luke si introduce in casa di Jessica, rivelandole di essere un superumano con pelle indistruttibile e forza sovrumana.
- Altri interpreti: Susie Abromeit (Pam), Colby Minifie (Robyn), Kieran Mulcare (Ruben), Clarke Peters (Oscar Clemons), Thom Sesma (Dr. David Kurata), Leslie Lyles (Maureen Denton), Ben Kahre (Jack Denton), Parisa Fitz-Henley (Reva Connors).

## Si chiama whiskey
- Titolo italiano proposto da Disney+: A.K.A. Si chiama whiskey
- Titolo originale: A.K.A. It's Called Whiskey
- Diretto da: David Petrarca
- Scritto da: Liz Friedman (soggetto); Liz Friedman e Scott Reynolds (sceneggiatura)

### Trama
Travolti dall'euforia di aver finalmente incontrato un partner sessuale con cui non occorre trattenersi, Jessica e Luke danno ripetutamente sfogo alla passione prima nell'appartamento della ragazza e poi in quello dell'uomo; tuttavia alla vista della foto nell'armadio del bagno, ritraente Reva Connors, la defunta moglie di Luke, Jessica fugge nuovamente e inizia ad aggirarsi per i vicoli della città in piena notte, scoprendo dalla radio di un corner store che i notiziari locali ridicolizzano le dichiarazioni di Hope e la stessa esistenza di Killgrave. Indispettita, Jessica convince Trish a fare un'intervista radiofonica con Hope e Hogarth in diretta dal penitenziario; tuttavia durante il programma la presentatrice non si limita ad appoggiare pubblicamente la ragazzina, ma insulta Killgrave definendolo "un debole col complesso di Edipo" e ricevendo, pochi istanti dopo, una telefonata dallo stesso criminale, che la minaccia velatamente di morte. Preoccupata per l'incolumità dell'amica, Jessica la fa barricare in casa, mentre lei si reca in ospedale e ruba un anestetico che intende usare contro Killgrave. Nel frattempo l'agente Simpson, un poliziotto sotto l'influsso di Killgrave, irrompe nell'appartamento di Trish, riuscendo a sopraffarla e quasi a ucciderla, Jessica corre però in soccorso dell'amica e, con uno stratagemma, fa credere a Simpson di essere riuscito a ucciderla così che questi se ne vada ed essa possa seguirlo fino al luogo dove si nasconde Killgrave; non appena rivede il suo persecutore Jessica rievoca un ricordo del periodo trascorso sotto la sua influenza: poco prima di venire investito, Killgrave le ordinò di uccidere Reva Connors. Accortosi della presenza di Jessica, Killgrave si dà alla fuga e l'investigatrice è costretta a lasciarlo andare per salvare Simpson, che ha ricevuto l'ordine mentale di suicidarsi; perlustrando l'appartamento del criminale, Jessica scopre poi una stanza piena di sue foto e capisce che Killgrave la sta facendo pedinare da qualcuno. Quella sera, provata dal senso di colpa, Jessica decide di tagliare i ponti con Luke e, successivamente, inizia a vagare per le strade di Hell's Kitchen con la consapevolezza che Killgrave la osserva in ogni momento.
- Altri interpreti: Robin Weigert (Wendy Ross-Hogarth), Kieran Mulcare (Ruben), Parisa Fitz-Henley (Reva Connors).
- Nota: quando Trish, in preda alla tensione per la minaccia di Killgrave, assale un fan che l'aveva avvicinata per chiederle di autografargli un fumetto, la copertina del volume in questione è Patsy Walker (Vol. 1) n. 26 (gennaio 1950), seppur leggermente modificata per far sì che la protagonista abbia le fattezze di Rachael Taylor da adolescente.[3]

## 99 amici
- Titolo originale proposto da Disney+: A.K.A. 99 amici
- Titolo originale: A.K.A. 99 Friends
- Diretto da: David Petrarca
- Scritto da: Hilly Hicks, Jr.

### Trama
Dopo aver scoperto che Killgrave la sta facendo sorvegliare, Jessica diviene sempre più paranoica e inizia a diffidare perfino dei clienti che arrivano alla sua agenzia; tuttavia decide di accettare il caso della ricca gioielliera Audrey Eastman, che sospetta un tradimento da parte del marito. In seguito all'intervista radiofonica, all'ufficio di Hogarth arriva una nutrita folla di persone che sostengono di aver avuto a che fare con Killgrave; sebbene la maggior parte di essi siano mitomani, un'esigua percentuale dimostra di essere stata veramente vittima del criminale, ragione per cui Hogarth organizza una sorta di gruppo di sostegno a cui tenta di far aderire anche Jessica. Nel frattempo Simpson, venuto a conoscenza delle azioni compiute sotto il controllo mentale di Killgrave, si reca a casa di Trish per chiederle scusa e, superata la diffidenza iniziale, i due diventano intimi. Intanto Jessica, pedinando il marito di Audrey, scopre che quest'ultima si è inventata tutta la storia al solo scopo di attirarla in una trappola e ucciderla per sfogare la rabbia che prova verso tutti i superumani dopo aver visto sua madre morire durante la battaglia di New York; sentito ciò Jessica, in uno sfogo di rabbia e frustrazione, fa a pezzi sia l'arma di Audrey che la stanza dove l'hanno attirata, affermando di essere anch'essa rimasta orfana da bambina ma di non servirsene come scusa per scaricare la propria rabbia sugli altri; dopodiché ordina alla coppia di lasciare la città, minacciandoli di tornare a trovarli insieme ai suoi (immaginari) 99 amici superumani. Visionando le riprese fatte dalle telecamere della polizia e fornitele da Simpson, Jessica realizza inoltre l'identità di colui che la pedina per conto di Killgrave: Malcolm, il suo vicino tossicodipendente.
- Altri interpreti: Susie Abromeit (Pam), Robin Weigert (Wendy Ross-Hogarth), Jessica Hecht (Audrey Eastman), Ricky Paull Goldin (Carlo Eastman).

## Il panino mi ha salvata
- Titolo italiano proposto da Disney+: A.K.A. Il sandwich mi ha salvata
- Titolo originale: A.K.A. The Sandwich Saved Me
- Diretto da: Stephen Surjik
- Scritto da: Dana Baratta

### Trama
Diciotto mesi prima degli eventi narrati Jessica, ragazza dal grande potenziale ma disillusa e priva di obiettivi o aspettative, svolgeva una serie di lavori occasionali e spesso frustranti; una sera, intenta a fare pubblicità a una catena di fast food vestita da panino, salvò una bambina da un'auto sentendosi per la prima volta fiera di sé, ragion per cui, anche grazie al sostegno di Trish, prese la decisione di divenire una supereroina; sei mesi dopo tuttavia si imbatté in Killgrave. Nel presente, dopo aver scoperto che Malcolm è stato reso eroinomane da Killgrave per assicurarsi di controllarlo anche a distanza, Jessica comincia a seguirne i movimenti scoprendo che i due si incontrano tutte le mattine alle dieci in punto. La ragazza, assieme a Trish e Simpson, che nel frattempo hanno iniziato una relazione, decide di tendere un agguato a Killgrave per sedarlo e rinchiuderlo nella cella isolata acusticamente di una struttura militare in disuso. Sebbene il piano sembri funzionare, i tre vengono successivamente assaliti dalle guardie del corpo assunte dal criminale come precauzione per un evento simile, che riescono a metterli fuori combattimento e a far fuggire il loro capo. Jessica, infine, ammanetta Malcolm al calorifero del suo bagno con una dose di eroina a portata di mano, affinché sia lui stesso a decidere se disintossicarsi o meno; il ragazzo sceglie di buttare l'eroina. La mattina seguente Killgrave, ripresosi dal rapimento, telefona a Jessica proponendole un accordo: lui lascerà in pace Malcolm se lei gli manderà una sua foto sorridente ogni giorno alle dieci in punto; Jessica accetta.
- Altri interpreti: Kieran Mulcare (Ruben), Charleigh E. Parker (Sissy Garcia).
- Nota: nella scena in cui la sprona a divenire una supereroina, Trish propone a Jessica un costume identico a quello indossato nei fumetti e le suggerisce l'alias di "Jewel", che tuttavia la protagonista liquida prontamente come "un nome da spogliarellista".

## Sei il nostro vincitore!
- Titolo italiano proposto da Disney+: A.K.A. Sei un vincente!
- Titolo originale: A.K.A. You're A Winner!
- Diretto da: Stephen Surjik
- Scritto da: Edward Ricourt

### Trama
Jessica viene assunta da Luke per ritrovare Antoine Grier, il fratello scomparso di una sua conoscente; seppur titubante l'investigatrice accetta il caso. Nel corso delle indagini diviene sempre più evidente la forte e vicendevole intesa sentimentale tra lei e Luke, che tuttavia le rivela di star cercando il ragazzo unicamente perché la sorella, Serena Grier, è in grado di fornirgli dei dettagli importanti sulle circostanze in cui è avvenuta la morte di sua moglie Reva; ciò porta però Jessica a temere che Luke possa scoprire sia stata lei a uccidere la donna. In breve, i due riescono a trovare Antoine, rintanatosi a coltivare marijuana in uno stabile abbandonato per poter pagare i suoi debiti con uno strozzino, e lo ricongiungono alla sorella, la quale consegna a Luke le prove promesse che, contrariamente alle aspettative di Jessica, si rivelano essere inerenti allo stato di ebbrezza di Charles Wallace, il conducente dell'autobus. Per impedirgli di assassinare Wallace, Jessica decide infine di rivelare la verità a Luke, che, scioccato, si allontana rivolgendole parole di profonda delusione e disgusto, lasciandola vistosamente abbattuta. Nel frattempo Hope, scopertasi incinta di Killgrave, chiede che le vengano fornite delle pillole per abortire; Hogarth acconsente alla richiesta a patto che Jessica convinca la sua ex-moglie a firmare le carte per il divorzio con qualsiasi mezzo; l'avvocato fa inoltre portare il feto morto in un laboratorio di sua proprietà per scopi non chiari. Killgrave intanto paga una cifra spropositata per comprare una casa che si rivela essere quella dove è cresciuta Jessica.
- Altri interpreti: Susie Abromeit (Pam), Charleigh E. Parker (Sissy Garcia), Parisa Fitz-Henley (Reva Connors), Brett Azar (Len Sirkes), Dante E. Clark (Antoine Grier), Jesmille Darbouze (Serena Grier), Sean Weil (Charles Wallace).
- Nota: nel proporre a Luke di rivolgersi a un'altra investigatrice, Jessica fa il nome di Angela Del Toro.

## Irrecuperabili
- Titolo italiano proposto da Disney+: A.K.A. Pervertiti del ripiano superiore
- Titolo originale: A.K.A. Top Shelf Perverts
- Diretto da: Simon Cellan Jones
- Scritto da: Jenna Reback e Micah Schraft

### Trama
Killgrave si introduce nell'appartamento di Jessica mentre lei è assente e viene sorpreso dal suo timido vicino di casa, Ruben, che costringe prima a confessargli di avere una cotta per l'investigatrice e poi a suicidarsi. Jessica nel frattempo, demoralizzata e incupita per aver deluso Luke, passa la notte a ubriacarsi, aggredisce fisicamente l'ex-moglie di Hogarth per costringerla a firmare i documenti del divorzio e arriva quasi a ucciderla gettandola sui binari della metropolitana; disgustata di sé stessa, la ragazza torna a casa e trova il cadavere di Ruben; ormai completamente in preda allo sconforto, l'investigatrice decide di consegnarsi alla polizia per poter essere rinchiusa in un carcere di massima sicurezza e attirare in trappola Killgrave. Nel corso della giornata successiva, Jessica si reca prima da Hogarth per avvisarla della sua scelta, poi al bar di Luke lasciando detto a un suo dipendente che la responsabile dell'omicidio di Reva sarà consegnata alla giustizia e infine da Dorothy Walker, la violenta madre di Trish (nonché sua madre adottiva), per esortarla a non avvicinarsi mai più alla figlia. Dopo aver guardato per l'ultima volta dall'alto la sua città, l'investigatrice si reca alla centrale di polizia con la testa di Ruben in un sacchetto di plastica ma, durante l'interrogatorio, Killgrave giunge sul posto immobilizzando tutti gli agenti e ordinando loro di cancellare le prove della presenza sua e di Jessica nell'edificio, nonché di considerare la deposizione rilasciata dalla ragazza come uno scherzo. Killgrave rivela inoltre di essere innamorato di Jessica poiché, avendolo lasciato morire, essa è divenuta la prima cosa che egli abbia mai desiderato ma non avuto; dopo averle promesso che non userà mai più il suo potere su di lei per far sì che torni da lui di sua spontanea volontà, prima di andarsene, il criminale dichiara inoltre che la aspetterà "a casa" quando sarà pronta. Tornata al suo appartamento, Jessica si accorge che Killgrave le ha lasciato il diario segreto che aveva da ragazzina; comprendendo quindi il senso delle sue parole, lo raggiunge nella casa in cui ha abitato con la sua famiglia; Will Simpson, che sta pedinando Killgrave, osserva la scena da lontano.
- Altri interpreti: Susie Abromeit (Pam), Robin Weigert (Wendy Ross-Hogarth), Colby Minifie (Robyn), Kieran Mulcare (Ruben), Clarke Peters (Oscar Clemons), Royce Johnson (Brett Mahoney), Rebecca De Mornay (Dorothy Walker), Elizabeth Cappuccino (Jessica quattordicenne), Catherine Blades (Trish quattordicenne).
- Nota: durante la scena in cui Killgrave immobilizza ogni agente della centrale di polizia su una parete è visibile per pochi istanti la medesima fotografia di Stan Lee in veste di poliziotto vista precedentemente in Daredevil.[3]

## Che cosa farebbe Jessica?
- Titolo italiano proposto da Disney+: A.K.A. WWJD?
- Titolo originale: A.K.A. WWJD?
- Diretto da: Simon Cellan Jones
- Scritto da: Scott Reynolds

### Trama
Jessica viene accolta da Killgrave in una ricostruzione fedele al dettaglio della casa dove trascorse l'infanzia, allestita dal criminale affinché vi possano abitare insieme; la ragazza infatti, pur non essendo prigioniera, è costretta a rimanere con lui per impedirgli di fare del male ai suoi amici o al personale che il criminale stesso ha assunto. La permanenza nella casa d'infanzia fa riaffiorare alla memoria di Jessica il giorno della morte dei suoi genitori e del suo fratellino Phillip, che aveva sempre trattato con prepotenza e la cui ennesima cattiveria fattagli fu proprio la causa indiretta del loro fatidico incidente stradale. Una sera Simpson si introduce di nascosto in casa e mette una bomba in cantina ma Jessica lo scopre e gli ordina di andarsene, per poi far disinnescare l'ordigno dagli uomini di Killgrave in modo da fargli abbassare la guardia e poter registrare sporadiche parti dei suoi discorsi inviandole a Hogarth come prove. Un pomeriggio Killgrave le rivela di averle fatto assassinare Reva Connors per rientrare in possesso di una chiavetta USB contenente le riprese degli esperimenti cui lo hanno sottoposto i suoi genitori da bambino, Jessica prende dunque brevemente in considerazione l'idea di farlo redimere e insegnargli a usare i suoi poteri a fin di bene; tuttavia, dopo essersi consultata con Trish, la ragazza decide di seguire il suo istinto riuscendo a sedare Killgrave e a catturarlo. Simpson, dopo aver tentato inutilmente di costringere Jessica a consegnargli Killgrave per ucciderlo, viene avvicinato dall'anziana vicina di casa dei Jones che, sotto controllo mentale, si fa saltare in aria.
- Altri interpreti: Susie Abromeit (Pam), Robin Weigert (Wendy Ross-Hogarth), Kathleen Doyle (Elizabeth De Luca), James Colby (Brian Jones), Miriam Shor (Alisa Jones), Billy McFadden (Phillip Jones), Elizabeth Cappuccino (Jessica quattordicenne), James Freedson-Jackson (Killgrave da bambino).
- Nota: i nomi dei genitori di Jessica nella serie TV, differenti rispetto al fumetto, sono un omaggio al creatore del personaggio, Brian Michael Bendis, e sua moglie Alisa.

## Penalità
- Titolo italiano proposto da Disney+: A.K.A. Panca delle penalità
- Titolo originale: A.K.A. Sin Bin
- Diretto da: John Dahl
- Scritto da: Jamie King e Dana Baratta

### Trama
Trish soccorre Simpson, rimasto gravemente ferito nell'esplosione, e lo trasporta al Metro General Hospital, dove l'uomo chiede di essere curato dal misterioso dottor Kozlov, che però non risulta far parte del personale medico. Jessica nel frattempo rinchiude Killgrave in una cella isolata acusticamente e con dell'acqua sul pavimento per poterlo torturare con l'elettricità di modo da estorcergli una confessione, poiché nessuna delle registrazioni fornite a Hogarth collega il bambino dei video al criminale; pur di costringerlo a usare i suoi poteri e registrarli su video, Jessica arriva a aggredire Killgrave, che però non reagisce né tenta di controllarla mentalmente. Intanto all'ospedale il dottor Kozlov fornisce a Simpson delle pillole sperimentali che lo guariscono completamente. Jessica riesce a identificare e rintracciare i genitori di Killgrave, Albert e Louise Thompson, scoprendo che gli esperimenti a cui sottoposero il figlio furono fatti al solo scopo di salvarlo da una malattia neurodegenerativa; la ragazza convince i due scienziati a assumersi le loro responsabilità e li fa entrare nella cella del figlio ma, durante il colloquio, la situazione degenera: la madre tenta di uccidere Killgrave che, furioso, ordina a lei e al marito di pugnalarsi a morte; Jessica entra velocemente nella cella nel tentativo di fermarli, mentre Trish infrange la parete di vetro per evitare che il criminale assuma nuovamente il controllo dell'amica; approfittando di tutto ciò Killgrave riesce a fuggire e Jessica, dopo essersi precipitata inutilmente al suo inseguimento, intuisce il vero motivo per cui Killgrave non ha più usato i suoi poteri su di lei, ovvero che gli è divenuta immune.
- Altri interpreti: Susie Abromeit (Pam), Robin Weigert (Wendy Ross-Hogarth), Clarke Peters (Oscar Clemons), James Freedson-Jackson (Killgrave da bambino), Michael Siberry (Albert Thompson), Lisa Emery (Louise Thompson), Thomas Kopache (Dr. Kozlov).

## Mille pugnalate
- Titolo italiano proposto da Disney+: A.K.A. 1.000 coltellate
- Titolo originale: A.K.A. 1,000 Cuts
- Diretto da: Rosemary Rodriguez
- Scritto da: Dana Baratta e Micah Schraft

### Trama
Killgrave riesce a fuggire controllando Hogarth, che aveva chiesto al criminale di usare i suoi poteri per costringere la sua ex-moglie, Wendy, a firmare i documenti del divorzio; tuttavia, dopo essere stato curato dalle ferite infertegli durante la prigionia, Killgrave ordina a Wendy di uccidere l'avvocata per una sorta di deviata "giustizia poetica"; a salvare la vita della donna è l'intervento della sua segretaria e amante Pam, che uccide accidentalmente Wendy. Nel frattempo Albert, basandosi sui campioni di sangue di Jessica, tenta di sintetizzare un vaccino ai poteri del figlio ma, quella sera stessa, Killgrave si presenta alla sede della Alias Investigations proponendo un accordo: lui farà rilasciare Hope grazie ai suoi poteri se lei gli consegnerà il padre. Intanto Simpson, che dopo aver assunto le pillole ha acquisito capacità fisiche sovrumane divenendo però violento e paranoico, uccide a sangue freddo il detective Clemons e dà fuoco alla struttura dove Killgrave era stato rinchiuso fino a poche ore prima. Robyn, la sorella gemella di Ruben, scopre casualmente ciò che è accaduto al fratello e, incolpando Jessica dell'accaduto, irrompe in casa sua assieme a due membri del gruppo di supporto per le vittime di Killgrave proprio mentre Jessica è in compagnia del criminale, il quale prende in ostaggio sia il gruppo (e anche Malcolm) che la neo-rilasciata Hope, costringendo Jessica a consegnargli Albert. Il giorno successivo, durante lo scambio, Hope si suicida per fare in modo che Jessica non abbia più motivo di trattenersi dall'uccidere Killgrave e, mentre il criminale fugge col padre, l'investigatrice promette alla ragazzina morente che eseguirà la sua richiesta.
- Altri interpreti: Susie Abromeit (Pam), Robin Weigert (Wendy Ross-Hogarth), Clarke Peters (Oscar Clemons), Colby Minifie (Robyn), Michael Siberry (Albert Thompson).
- Nota: sullo zippo usato da Simpson per dare fuoco alla struttura in cui era stato tenuto prigioniero Killgrave, è disegnata una bandiera degli Stati Uniti, simbolo del personaggio, che nei fumetti ha tatuato sul volto.

## Pillole blu
- Titolo italiano proposto da Disney+: A.K.A. Mi sento il blues
- Titolo originale: A.K.A I've Got the Blues
- Diretto da: Uta Briesewitz
- Scritto da: Scott Reynolds e Liz Friedman

### Trama
Una serie di flashback mostra come, dopo il sinistro incidente stradale che uccise la sua famiglia, Jessica finì brevemente in coma, venendo poi adottata da Dorothy Walker per deviare l'attenzione dei media da un piccolo scandalo inerente sua figlia Trish; inizialmente le due ragazzine, caratterialmente opposte, faticavano a sopportarsi a vicenda ma, in seguito alla scoperta dei poteri sviluppati da Jessica, per tenerli nascosti alla violenta e disturbata Dorothy, le due instaurarono un rapporto di complicità e amicizia sempre più sincero e profondo, tanto che Jessica svelò le sue capacità alla madre adottiva proprio per difendere Trish dall'ennesimo sopruso. Nel presente Jessica e Trish, rimaste prive di qualsiasi alleato, iniziano a dare la caccia a Killgrave cercando il cadavere di Albert in ogni obitorio della città; nel corso della loro indagine vengono però ostacolate da Simpson che, completamente fuori controllo a causa delle pillole sperimentali, assale l'investigatrice, ritenendola colpevole di tutte le vittime di Killgrave in quanto non lo ha ucciso prima; per aiutare l'amica nello scontro, Trish assume alcune delle pillole di Simpson e riesce a sconfiggerlo ma, come effetto collaterale, viene ricoverata per un attacco cardiaco da cui si salva con fatica. Dopo che le due ragazze hanno lasciato la scena, il dottor Kozlov fa prelevare Simpson da alcuni suoi uomini. All'ospedale, mentre aspetta che Trish riprenda conoscenza, Jessica riceve un messaggio da Killgrave che le dice di raggiungere Luke in fretta per potergli dire addio; giunta al bar dell'uomo, Jessica osserva impotente mentre, sotto controllo mentale, Luke fa saltare in aria il locale.
- Altri interpreti: Colby Minifie (Robyn), Rebecca De Mornay (Dorothy Walker), Elizabeth Cappuccino (Jessica quattordicenne), Catherine Blades (Trish quattordicenne), Thomas Kopache (Dr. Kozlov).

## Prendi il numero
- Titolo italiano proposto da Disney+: A.K.A. Prendi un maledetto numero
- Titolo originale: A.K.A. Take a Bloody Number
- Diretto da: Billy Gierhart
- Scritto da: Hilly Hicks, Jr.

### Trama
Luke, salvatosi dall'esplosione del locale grazie alla sua invulnerabilità, viene soccorso da Jessica e si riappacifica con lei, raccontandole di essere finito sotto il controllo mentale di Killgrave dopo averla seguita fino al ristorante in cui si uccise Hope; l'uomo si scusa inoltre per quanto dettole in precedenza e afferma di non portare rancore per la morte di Reva. Intanto Trish, dimessa dall'ospedale, viene avvicinata dalla madre, la quale le rivela che a pagare le spese mediche di Jessica dopo l'incidente stradale fu una misteriosa società chiamata IGH, forse responsabile dei poteri della ragazza. La tensione romantica tra Luke e Jessica si riaccende, ma i due decidono di concentrarsi sulle indagini per rintracciare e uccidere Killgrave, che nel frattempo si è impadronito del feto abortito da Hope e ha ordinato al padre di servirsene per sviluppare un siero che incrementi i suoi poteri. Jessica segue una pista lasciatale da Killgrave e lo raggiunge in un night club assieme a Luke, realizzando tuttavia che quest'ultimo è ancora sotto il controllo mentale del criminale. Jessica e Luke danno vita a un violento scontro al termine del quale, non trovando un modo per liberarlo dal controllo di Killgrave, la ragazza è costretta a fargli perdere i sensi sparandogli alla testa con un fucile.
- Altri interpreti: Colby Minifie (Robyn), Rebecca De Mornay (Dorothy Walker), Michael Siberry (Albert Thompson).

## Sorridi
- Titolo italiano proposto da Disney+: A.K.A. Sorridi
- Titolo originale: A.K.A. Smile
- Diretto da: Michael Rymer
- Scritto da: Jamie King e Scott Reynolds (storia), Scott Reynolds e Melissa Rosenberg (sceneggiatura)

### Trama
Jessica trasporta Luke al Metro General Hospital ma le condizioni dell'uomo sono gravi: la sua invulnerabilità lo ha protetto dallo sparo senza che riportasse ferite ma non gli ha risparmiato lo shock cerebrale e, inoltre, lo rende impossibile da operare. Nel momento in cui l'équipe medica sembra arrendersi, Jessica viene aiutata dall'infermiera notturna Claire Temple, che aiuta lei e Luke ad uscire dall'ospedale per poi operare clandestinamente l'uomo nell'ufficio della Alias Investigations utilizzando metodi alternativi di fortuna. Killgrave si inietta intanto una versione potenziata del siero per amplificare i propri poteri, per poi uccidere il padre e decidere di lasciare la città. Jessica riesce finalmente a confessare a Luke i suoi sentimenti mentre questi è incosciente, dopodiché chiede a Claire di restare a vegliare su di lui finché non si sarà svegliato e si reca al porto del fiume Hudson assieme a Trish per lo scontro finale con Killgrave che, tuttavia, assume il controllo di venti persone tra marinai, agenti portuali e poliziotti, nonché della stessa Trish, che intende portare via con sé per far soffrire Jessica, la quale però non reagisce minimamente a tale notizia; convinto che ciò significhi che la ragazza sia nuovamente sotto il suo controllo mentale, Killgrave le ordina di sorridere. La ragazza ubbidisce ed in seguito inizia ad avvicinarsi all'uomo, e lo uccide rompendogli il collo. Non appena risvegliatosi, Luke abbandona Hell's Kitchen, mentre Jessica, scagionata dall'accusa dell'omicidio di Killgrave grazie a Hogarth, torna alla sua vita di investigatrice venendo vista sempre più come un'eroina dagli altri e, forse, anche da sé stessa.
- Altri interpreti: Rosario Dawson (Claire Temple), Michael Siberry (Albert Thompson), Michelle Hurd (Samantha Reyes).